# Dakar Université Club
Pour les articles homonymes, voir DUC.
Le Dakar Université Club (DUC) est un club omnisports de la ville de Dakar au Sénégal.
Il comprend plusieurs sections évoluant au plus haut niveau.
Le club est créé en tant qu'association sportive et culturelle de l'université de Dakar en 1956.

## Basket-ball
La section basket-ball est la section originelle du Dakar Université Club.

### Féminin
L'équipe féminine de basket-ball remporte la Coupe d’Afrique féminine des clubs champions de basket-ball en 1993, 1997 et 1999 et en est finaliste en 1989.
L'effectif champion d'Afrique en 1997 est composé de Maguette Diop, Ndarty Ndoye, Ndèye Mbodji, Amy Kane, Yaye Fatou Diagne, Mborika Fall, Sophie Ndiaye, Gina Coly, Adama Diop, Maïmouna Fall, Anestanee Da Silva.
Elle est championne du Sénégal en 1986, 1992, 1993, 1994, 1995, 1997, 1998, 1999, 2001, 2002, 2003, 2005, 2007, 2012, 2013, 2014 et 2016.
Elle remporte la Coupe du Sénégal en 1991, 1993, 1997, 1998, 2000, 2001, 2002, 2003, 2004, 2005, 2007, 2010 et 2018.

### Masculin
L'équipe masculine de basket-ball remporte le Championnat du Sénégal à cinq reprises en 2009, 2010, 2013, 2015 et 2021 ainsi que la Coupe du Sénégal en 2015, 2022 et 2023. Elle a remporté une Coupe de l'AOF. Puis le trophée des champions en 2024.

## Football
L'équipe masculine de football est finaliste de la Coupe du Sénégal en 2005.

## Handball
Les handballeurs sont vice-champions du Sénégal en 2021.
Les handballeuses sont finalistes de la Coupe du Sénégal en 2021.
L’équipe de handballeur remporte la coupe du Sénégal de handball en 2023

## Autres sections
La section athlétisme est créée vers 1966-1967. La section yoga, la section pétanque et la section culturelle sont fondées en 1980. Il existe aussi dans les années 1980 les sections de tennis de table, de tennis, de judo, de karaté, de volley-ball et de danse.